# UDFy-33436598
UDFy-33436598 è una galassia distante individuata dal Telescopio spaziale Hubble nel corso dell'Hubble eXtreme Deep Field insieme alle galassie UDFj-39546284 e UDFy-38135539. Inoltre è stata scoperta una supernova con redshift z = 1,55 chiamata Supernova Primo, la più distante supernova Ia mai osservata.
Inizialmente è stato attribuito a UDFy-33436598 un redshift di z = 7,6 successivamente ridimensionato a 7,9.